# Gazpacho

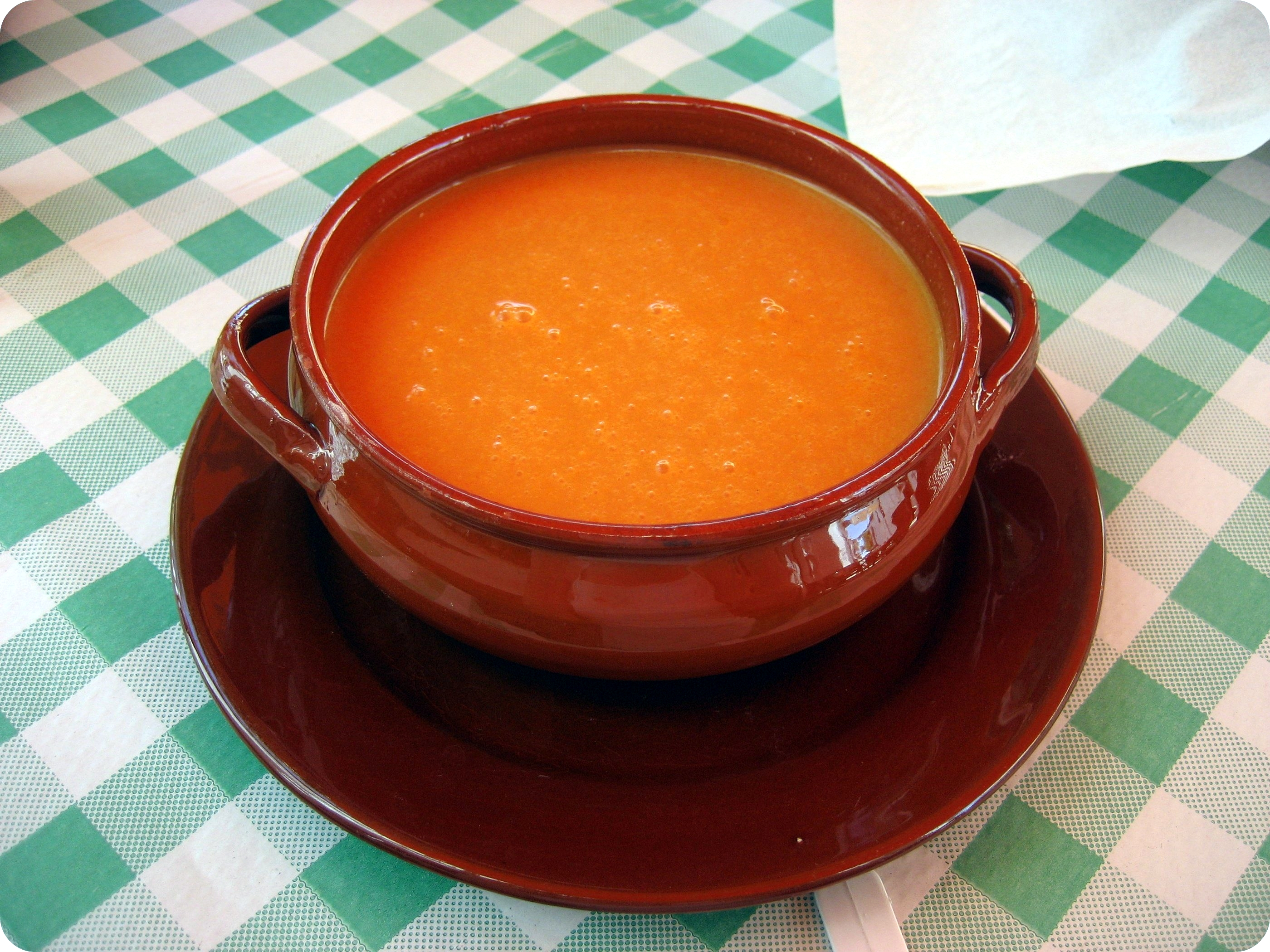
Gazpacho.

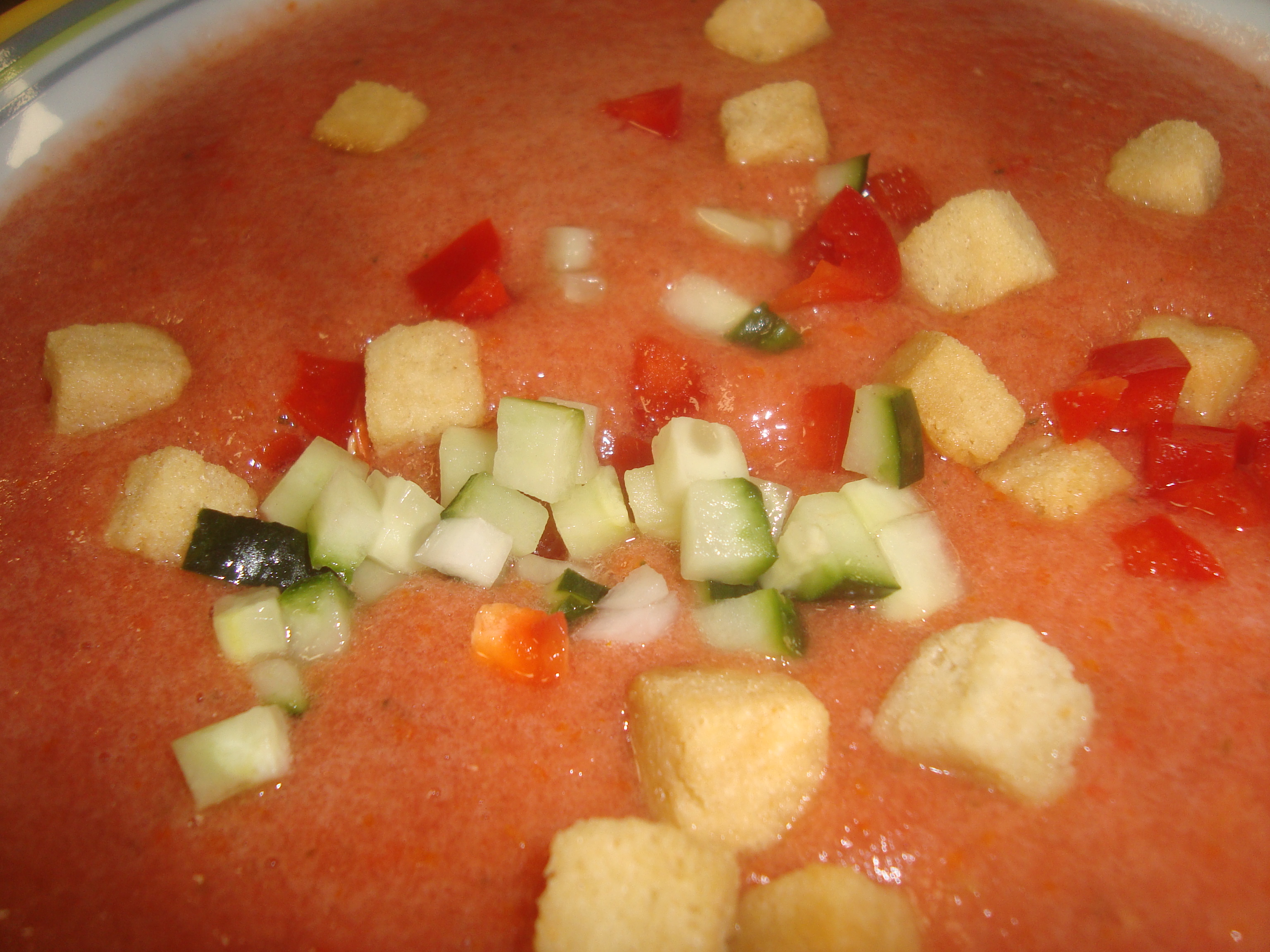
Andalusisk gazpacho från Andalusien i Spanien.

Gazpacho är en soppa med grönsaker, som inte kokas utan serveras kall.

## Ursprung
Ursprunget till gazpacho är omtvistat liksom de rätta ingredienserna. Det är en allmän uppfattning att Andalusien i Spanien är ursprunget för denna flytande sallad.
Enligt Oxford English Dictionary är gazpacho en kall, vegetarisk soppa som består av lök, vitlök, gurka, pepino, pimenta, allt finhackat, blandat med brödsmulor och hällt i en skål med olja, vinäger och vatten.
NE (Nationalencyklopedin) beskriver gazpacho som en spansk kall soppa, som är gjord på råa mixade grönsaker, till exempel tomater, gurka, vitlök och lök. Soppan serveras med brödkrutonger.
Steven Raichlen skriver att även om de flesta människor tänker på den tomatbaserade sort som ofta serveras i USA så har denna ärevördiga soppa sitt ursprung i tiden långt före det att tomatfrön förts till Spanien från Sydamerika av conquistadorerna. I sin bok Mediterranean Cooking, Ecco Press, 1985, skriver Paula Wolfert att gazpacho omfattar varianter från Valencia med kanin, rapphöns och vaktel, från Alicante med svamp och sniglar.

## Varianter
Gazpacho förekommer i många olika varianter och serveras kall. Den traditionella gazpachon innehåller finhackade tomater, gurka, grön paprika och lök vilket blandas i en skål som gnids in med vitlök. Smaksättes med vinäger, olja och salt. Garneras med bitar av hårt bröd varefter det ställs i kylen.
Den andalusiska gazpachon görs på tomater, paprika, gurka, ägg, brödsmulor, vitlök, vinäger, olja och salt.
I Gazpacho cortijero använder man tomater vars skal och frön tagits bort. Ingredienserna är gurka, vitlök, brödbitar (skorpan), vinäger, peppar, olja och salt. Den gazpachon serveras kall och med bitar av rostat bröd.
Gazpacho de almendras innehåller inte tomater.
Gazpacho de huevos är en variant utan tomater. Den innehåller ägg, vitlök, vinäger, bröd, olja och salt. Den späds med lite vatten. Serveras kall.
Gazpacho extremadura innehåller inte heller tomater. Ingredienserna är lök, vitlök, brödsmulor, vinäger, peppar, olja och salt. Denna gazpacho kallas även ’’andaluz’’ om man lägger till tomater, finhackad paprika och gurka. Den kan serveras med rostade brödkrutonger.
En fyllig variant är Gazpacho de restaurante. Den görs på tomater, paprika, gurka, majonnäs, bröd, vitlök, mandel, hasselnötter, buljong och salt.
En variant från Cádiz Gazpacho caliente gaditano serveras varm.